# Assurance chômage en Suisse
L'assurance chômage en Suisse est une assurance sociale suisse visant à compenser la perte de revenus des assurés privés d'emploi, involontairement ou non. Elle vise également à anticiper et prévenir la survenue du chômage, réduire son impact actuel et assurer une réinsertion rapide et durable des assurés sur le marché du travail.

## Histoire
La première assurance chômage fut créée en 1884 par l'Union suisse des typographes. À partir de 1890, quelques municipalités lancèrent des initiatives en faveur de caisses communales. Berne eut la sienne à partir de 1893, Bâle en 1910, alors que celle de Saint-Gall ne dura que de 1895 à 1910. Les syndicats créèrent leurs propres caisses à partir de 1898. En 1917, la Confédération adopta pour ses premières subventions une forme du « système de Gand » codifiée par la loi fédérale du 17 octobre 1924, particulièrement désavantageuse pour les syndicats.
Durant la période de plein emploi, l'assurance chômage perdit de son attrait, au point de ne plus assurer que 18 % des personnes actives (545 000) en 1974. L'affiliation de tous les salariés à l'assurance chômage fut imposée provisoirement en 1976. Ce n'est qu'en 1982, que cette affiliation devint définitivement obligatoire.

### 4erévision de la loi sur l’assurance chômage
Le 26 septembre 2010, le peuple suisse a approuvé par votation, la 4e révision de la loi sur l’assurance chômage (LACI) par 53,4 %. À noter que tous les cantons romands, ainsi que le canton du Tessin et le canton de Bâle-Ville ont refusé la révision, plus touché par le chômage que les cantons alémaniques. La dernière votation visant à modifier la LACI remontait au 24 novembre 2002, elle fut également acceptée par le peuple par 56,1 % et là aussi un clivage entre canton romand et canton alémanique fut observé, mais dans une moindre mesure.
La 4e révision de la LACI avait pour objectif d’assainir l’assurance chômage, dont la dette s’élevait à 7 milliards de franc suisse, avec un taux de chômage de 3,6 %, ce qui représentait environ 205 000 chômeurs en septembre 2010. Les finances de la LACI étaient saines lors de la 3e révision de la LACI en 2002. Le taux de chômage en octobre 2002 était de 3 %, ce qui représentait 110 000 chômeurs. Ces deux dernières révisions ont vu les prestations des chômeurs diminuées. 
La 4e révision de la LACI introduit une baisse des prestations pour toute la population mais est particulièrement discriminante envers les jeunes. Les jeunes diplômés qui nont jamais cotisé au chômage doivent attendre 120 jours avant de toucher une indemnité, réduite à 90 jours (contre 260 auparavant). Quant aux moins de 25 ans ayant déjà cotisé, leur indemnisation maximale atteint 200 jours (contre 400 avant la révision). Sajoute à cela la suppression du concept d « emploi convenable » pour les moins de 30 ans, qui devront désormais accepter nimporte quel travail, indépendamment de leur formation ou qualification.
La 4e révision de la LACI est entrée en vigueur le 1er janvier 2011 pour les cotisations, et le 1er avril 2011 pour les prestations, qui ont été diminuées à cette occasion.

## Cotisations
Cotisation de 2,2 % (1,1 % part employé, 1,1 % part employeur) plus une cotisation de 1 % supplémentaire pour les revenus au-dessus de 148 200 francs par année.

## Prestations
- Indemnité de 400 jours (1,5 an), pour une période de cotisations de 1,5 année.
- Indemnité de 260 jours (1 an), pour une période de cotisations de 1 année
- Pour les plus de 55 ans ou si la personne touche une rente d’invalidité correspondant à un taux d’invalidité d’au moins 40 %, indemnité de 520 jours (2 ans), pour une période de cotisations de 2 années
- Pour les personnes de moins de 25 ans qui n’ont pas d’obligation d’entretien envers des enfants, indemnité de 200 jours (9 mois) au plus, pour une période de cotisations de 1 année
- Pour les jeunes terminant une formation et qui n’ont pas cotisé à la LACI ou leur scolarité obligatoire, indemnité de 90 jours (4 mois) . Ils doivent également attendre 120 jours avant de recevoir leur première indemnité. Ce point n’est pas applicable aux jeunes adultes ayant effectué un apprentissage ou travaillé parallèlement à leurs études qui justifient de la période de cotisation requise, pour eux. Les délais d’attente généraux seront applicables.
- Pour les personnes ayant stoppé leur activité professionnelle (femmes qui ont élevé leur enfant par exemple) et qui souhaitent la reprendre, indemnité de 90 jours (4 mois).

### Gain assuré
- 80 % du dernier salaire assuré avec enfant à charge (12 350 francs par mois au maximum)
- 70 % du dernier salaire assuré sans enfant à charge (10 500 francs par mois au maximum)

### Délai d’attente avant de recevoir la première indemnité de chômage
- 5 jours si la personne a un enfant à charge ou n'a pas d'enfant à charge et gagne moins de 60 000 francs.
- 10 jours si la personne n’a pas d’obligation d’entretien envers un enfant de moins de 25 ans et qu'il un gain assuré entre 60 001 et 90 000 francs.
- 15 jours si la personne n’a pas d’obligation d’entretien envers un enfant de moins de 25 ans et qu'il un gain assuré entre 90 001 et 125 000 francs.
- 20 jours si la personne n’a pas d’obligation d’entretien envers un enfant de moins de 25 ans et qu'il un gain assuré supérieur à 125 000 francs.

Les personnes de moins de 30 ans doivent également accepter un emploi qui ne correspond pas à leurs formations

## Évolution des prestations

### Entre 1995 et 2003
Cotisation de chômage de 3 % (1,5 % part employé 1,5 % part employeur), plus une cotisation de 1 % supplémentaire pour les revenus compris entre 106 800 francs et 267 000 francs par année.
- Indemnité de 520 jours (2 ans), pour une cotisation de 6 mois.
- Délai d’attente de 5 jours avant de recevoir la première indemnité de chômage.

### Entre 2004 et mars 2011
- Cotisation de 2 % (1 % part employé, 1 % part employeur).

Prestations :
- Indemnité de 400 jours (1,5 an), pour une période de cotisations de 1 année pour les moins de 55 ans
- Indemnité de 520 jours (2 ans), pour une période de cotisations de 1,5 année pour les plus de 55 ans.
- Indemnité de 520 jours (2 ans) pour une période de cotisations de 1 année pour les moins de 55 ans également, si le taux de chômage dans une région dépasse les 5 %.
- Pour les jeunes terminant une formation, indemnité de 260 jours (une année)

Gain assuré:
- 80 % du dernier salaire assuré avec enfant à charge
- 70 % du dernier salaire assuré sans enfant à charge
- Délai d’attente de 5 jours avant de recevoir la première indemnité de chômage.